# Nogent-sur-Seine (quận)
Quận Nogent-sur-Seine là một quận của Pháp, nằm ở tỉnh Aube, ở vùng Grand Est. Quận này có 6 tổng và 82 xã.

## Các đơn vị hành chính

### Các tổng
Các tổng của quận Nogent-sur-Seine là: 
1. Marcilly-le-Hayer
2. Méry-sur-Seine
3. Nogent-sur-Seine
4. Romilly-sur-Seine - Tổng thứ nhất
5. Romilly-sur-Seine - Tổng thứ nhì
6. Villenauxe-la-Grande

### Các xã
Các xã của quận Nogent-sur-Seine, và mã INSEE là: 
| 1. Avant-lès-Marcilly (10020)            | 2. Avon-la-Pèze (10023)                | 3. Barbuise (10031)                   |
| 4. Bercenay-le-Hayer (10038)             | 5. Bessy (10043)                       | 6. Boulages (10052)                   |
| 7. Bourdenay (10054)                     | 8. Bouy-sur-Orvin (10057)              | 9. Champfleury (10075)                |
| 10. Chapelle-Vallon (10082)              | 11. Charmoy (10085)                    | 12. Charny-le-Bachot (10086)          |
| 13. Chauchigny (10090)                   | 14. Châtres (10089)                    | 15. Courceroy (10106)                 |
| 16. Crancey (10114)                      | 17. Dierrey-Saint-Julien (10124)       | 18. Dierrey-Saint-Pierre (10125)      |
| 19. Droupt-Saint-Basle (10131)           | 20. Droupt-Sainte-Marie (10132)        | 21. Faux-Villecerf (10145)            |
| 22. Fay-lès-Marcilly (10146)             | 23. Ferreux-Quincey (10148)            | 24. Fontaine-Mâcon (10153)            |
| 25. Fontaine-les-Grès (10151)            | 26. Fontenay-de-Bossery (10154)        | 27. Gumery (10169)                    |
| 28. Gélannes (10164)                     | 29. La Fosse-Corduan (10157)           | 30. La Louptière-Thénard (10208)      |
| 31. La Motte-Tilly (10259)               | 32. La Saulsotte (10367)               | 33. La Villeneuve-au-Châtelot (10421) |
| 34. Le Mériot (10231)                    | 35. Les Grandes-Chapelles (10166)      | 36. Longueville-sur-Aube (10207)      |
| 37. Maizières-la-Grande-Paroisse (10220) | 38. Marcilly-le-Hayer (10223)          | 39. Marigny-le-Châtel (10224)         |
| 40. Marnay-sur-Seine (10225)             | 41. Mesgrigny (10234)                  | 42. Mesnil-Saint-Loup (10237)         |
| 43. Montpothier (10254)                  | 44. Méry-sur-Seine (10233)             | 45. Nogent-sur-Seine (10268)          |
| 46. Origny-le-Sec (10271)                | 47. Orvilliers-Saint-Julien (10274)    | 48. Ossey-les-Trois-Maisons (10275)   |
| 49. Palis (10277)                        | 50. Pars-lès-Romilly (10280)           | 51. Plancy-l'Abbaye (10289)           |
| 52. Planty (10290)                       | 53. Plessis-Barbuise (10291)           | 54. Pont-sur-Seine (10298)            |
| 55. Pouy-sur-Vannes (10301)              | 56. Prunay-Belleville (10308)          | 57. Prémierfait (10305)               |
| 58. Périgny-la-Rose (10284)              | 59. Rhèges (10316)                     | 60. Rigny-la-Nonneuse (10318)         |
| 61. Rilly-Sainte-Syre (10320)            | 62. Romilly-sur-Seine (10323)          | 63. Saint-Aubin (10334)               |
| 64. Saint-Flavy (10339)                  | 65. Saint-Hilaire-sous-Romilly (10341) | 66. Saint-Loup-de-Buffigny (10347)    |
| 67. Saint-Lupien (10348)                 | 68. Saint-Martin-de-Bossenay (10351)   | 69. Saint-Mesmin (10353)              |
| 70. Saint-Nicolas-la-Chapelle (10355)    | 71. Saint-Oulph (10356)                | 72. Salon (10365)                     |
| 73. Savières (10368)                     | 74. Soligny-les-Étangs (10370)         | 75. Trancault (10383)                 |
| 76. Traînel (10382)                      | 77. Vallant-Saint-Georges (10392)      | 78. Villadin (10410)                  |
| 79. Villenauxe-la-Grande (10420)         | 80. Viâpres-le-Petit (10408)           | 81. Échemines (10134)                 |
| 82. Étrelles-sur-Aube (10144)            |                                        |                                       |